# 哀愁の湖 (映画)
『哀愁の湖』（あいしゅうのみずうみ、原題：Leave Her to Heaven）は、1945年に製作・公開されたアメリカ合衆国の映画である。ベン・エイムズ・ウィリアムズの小説を基にジョン・M・スタールが監督、ジーン・ティアニーとコーネル・ワイルド、ジーン・クレインが主演した。
原題Leave Her to Heavenはシェイクスピアの『ハムレット』からの引用である。テクニカラー撮影によるフィルム・ノワールの代表作品ともされる。

## キャスト
- エレン・ベレント：ジーン・ティアニー
- リチャード・ハーランド：コーネル・ワイルド
- ルース（エレンの妹）：ジーン・クレイン
- ラッセル・クイントン：ヴィンセント・プライス

## スタッフ
- 監督：ジョン・M・スタール
- 製作総指揮：ダリル・F・ザナック（クレジットなし）
- 製作：ウィリアム・A・バッカー
- 脚本：ジョー・スワーリング
- 音楽：アルフレッド・ニューマン
- 撮影：レオン・シャムロイ
- 編集：ジェームズ・B・クラーク
- 美術：モーリス・ランスフォード、ライル・R・ウィーラー
- 装置：トーマス・リトル、アーネスト・ランシング（クレジットなし）
- 衣裳：ケイ・ネルソン

## アカデミー賞受賞・ノミネーション
- 受賞
  - 撮影賞（カラー）：レオン・シャムロイ
- ノミネーション
  - 主演女優賞：ジーン・ティアニー
  - 美術賞（カラー）：ライル・R・ウィーラー、モーリス・ランスフォード、トーマス・リトル
  - 録音賞：トーマス・T・モールトン